# Catopyrops duplicata
Catopyrops duplicata är en fjärilsart som beskrevs av Lambertus Johannes Toxopeus 1930. Catopyrops duplicata ingår i släktet Catopyrops och familjen juvelvingar. Inga underarter finns listade i Catalogue of Life.